# Ministère des Affaires étrangères (Ouzbékistan)
Pour les articles homonymes, voir Ministère des Affaires étrangères.
Le ministère des Affaires étrangères est un ministère ouzbek qui supervise les politiques internationales du pays. Il est dirigé par Vladimir Norov depuis le 27 avril 2022.

## Liste des ministres
| Nom                    | de               | à                |
| ---------------------- | ---------------- | ---------------- |
| Shahlo Mahmudova       | 1991             | 1992             |
| Ubaydulla Abdurazzoqov | 1992             | 1993             |
| Sodiq Safoyev          | Février 1993     | Février 1994     |
| Abdulaziz Komilov      | 25 février 1994  | 14 mars 2003     |
| Sodiq Safoyev          | 14 mars 2003     | 4 février 2005   |
| Elyor Gʻaniyev         | 4 février 2005   | 12 juillet 2006  |
| Vladimir Norov         | 12 juillet 2006  | 28 décembre 2010 |
| Elyor Gʻaniyev         | 28 décembre 2010 | 13 janvier 2012  |
| Abdulaziz Komilov      | 13 janvier 2012  | 27 avril 2022    |
| Vladimir Norov         | 27 avril 2022    |                  |